# 1098
سنة 1098 كانت سنة بسيطة تبدأ يوم الجمعة (الرابط يظهر نموذج التقويم الكامل للسنة) من التقويم اليولياني.

## أحداث
- الحملة الصليبية الأولى تتجه نحو الأراضي المقدسة.
- مذبحة معرة النعمان أثناء الحملة الصليبية الأولى.
- استمرار حصار أنطاكية أثناء
- تأسيس إمارة أنطاكية.
- تأسيس كونتية الرها.

## مواليد
- أبو المظفر المشطب - فقيه وعالِم من بغداد.
- عين القضاة الهمداني.
- هايدغارد بنجين.
- هلدجارد فون بنيجين.

## وفيات
- أحمد البياضي
- ياغي سيان